# 3696 Herald
A 3696 Herald (ideiglenes jelöléssel 1980 OF) a Naprendszer kisbolygóövében található aszteroida. Edward L. G. Bowell fedezte fel 1980. július 17-én.